# Viviana (telenovela)
Viviana es una telenovela mexicana que se transmitió en 1978 por el Canal de las Estrellas de Televisa. Es una producción de Valentín Pimstein con una historia  de Inés Rodena y una adaptación de Luis Reyes de la Maza. La telenovela inició sus transmisiones el lunes 22 de mayo de 1978 y finalizó el jueves 8 de marzo de 1979.
Pimstein tomó como protagonistas a Lucía Méndez y Héctor Bonilla y como antagonistas a Maricruz Olivier, Rosa María Moreno e Isabela Corona. Y la participación estelar de Juan Ferrara y Claudio Brook, con Emma Roldán y Sara García.

## Argumento
Viviana es una muchacha pobre oriunda de San Andrés, un pueblito costero ubicado en algún lugar de Sudamérica, quien conoce a Jorge Armando, un turista de la Ciudad de México que pasa unas vacaciones en el lugar. La pareja termina enamorándose y él, convencido del amor que siente hacia Viviana, le propone matrimonio y ella ilusionada acepta. 
Después de la boda Jorge Armando decide regresar a México y le pide a Viviana que lo espere en el pueblo mientras arregla unos asuntos. Ella, confiando ciegamente en él, le cree y espera pacientemente pero al pasar los meses y no saber nada de su marido, Viviana decide ir a buscarlo pero ahora vemos que Jorge Armando tiene una relación amorosa con Gloria: la bella, frívola y ambiciosa hija de su jefe don Anselmo Márquez, el millonario dueño de la cadena de restaurantes Márquez.
Jorge Armando se reencuentra con Viviana y, como ésta representa un obstáculo para los planes de boda que él tiene con Gloria, la esconde en una casa de huéspedes propiedad de doña Beatriz, una anciana excéntrica y un tanto trastornada mentalmente. La llegada de Viviana a la casa supone un gran impacto para Beatriz, porque Viviana tiene un extraordinario parecido con su ya fallecida abuela, y también para la amiga de Beatriz doña Consuelo, ya que ambas son socias de un burdel camuflajeado en una falsa escuela de modelos y ven en Viviana un buen negocio para prostituirla y sacarle dinero.
Jorge Armando se divorcia de Viviana de una forma fraudulenta y muy sospechosa sin saber que ella está embarazada pero Viviana se da cuenta de todo el engaño después de la boda con Gloria y, además, también descubre que Beatriz y Consuelo intentan venderla por lo que huye de la casa y termina dando a luz en forma prematura pero, lamentablemente, unos días después pierde a su hijo. Poco después Viviana conoce a un estudiante de medicina a punto de graduarse llamado Julio Montesinos quien la contrata como dama de compañía de su abuela doña Angustias. Julio se enamora perdidamente de Viviana e intenta conquistar su amor dándole su apoyo incondicional.
Mientras tanto el matrimonio por interés de Jorge Armando y Gloria se convierte en un fracaso pues ella no deja de ir en busca de hombres a clubes y centros nocturnos, y aunque Jorge Armando lo sabe, se calla por interés. Además don Anselmo conoce a Viviana y se enamora de ella al igual que Julio, mientras que Jorge Armando decide buscar a Viviana para tratar de recuperar su relación, pero ahora, Jorge Armando se da cuenta de que ya tiene dos rivales más: Julio y don Anselmo.

## Elenco
- Lucía Méndez - Viviana Lozano
- Héctor Bonilla - Jorge Armando Moncada Álvarez
- Juan Ferrara - Julio Montesinos
- Maricruz Olivier - Gloria Márquez
- Claudio Brook - Don Anselmo Márquez
- Isabela Corona - Consuelo Hernández viuda de Gómez
- Sara García - Doña Angustias Rubio de Montesinos
- Rosa María Moreno - Beatriz Cabrera viuda de De los Reyes
- Carlos Cámara - Jesús Villarteaga
- Germán Robles - Manuel Lozano
- Adriana Roel - Delia de Lozano
- Luisa Huertas - Eloísa
- María Fernanda - Mari Loli Moreno
- Enrique Becker - Esteban Rubio
- Emma Roldán - Matilde #1
- Lily Inclán - Matilde #2
- Eduardo Alcaraz -  Marcelo
- Alicia Encinas - Clara
- Ricardo Blume - Luis Treviño
- Raquel Olmedo - Sonia
- Mary Carmen Martínez - Graciela Treviño
- Claudia O'Farril - Lili
- Rodolfo Gómez Lora - Luisito Treviño
- Miguel Córcega - Gerardo Aparicio
- Gastón Tuset - Padre Raúl
- Javier Marc - El Gordo
- Miguel Palmer - Jaime Ordóñez
- Tamara Garina - Vera
- Beatriz Aguirre - Luz María
- Raúl Meraz - Lic. Ibáñez
- Félix Santaella - Eduardo
- Leticia Perdigón - Azafata
- Raymundo Capetillo - Alfonso Cernuda
- Héctor Cruz - Inspector Manzano
- Ada Carrasco - Rosa
- Rafael Banquells - Dr. Nava
- Arturo Benavides - Jefe de policía
- Fernando Borges - Inspector Zozaya
- Enrique Hidalgo - Cliente en la Escuela de Modelos
- Juan Antonio Edwards - Mozo del hotel
- Arturo Lorca - Mozo del hotel
- Alicia Bonet - Paty
- Antonio Medellín - Roberto
- Maricruz Nájera - Enfermera
- Mauricio Ferrari - Enrique
- Antonio Brillas - Dr. Andrés Montiel
- Rolando de Castro Sr. - Ricardo
- Mario Sauret - Carlos Palafox
- Raúl Padilla "Choforo" - Ernesto, el Peluquero
- Mario Casillas - Ernesto
- Patricia Dávalos - Isabel
- Patricio Castillo - Pedro
- Teo Tapia - Dr. Guerrero
- Gustavo Ganem
- Leandro Martínez - Francisco Ortega
- Fefi Mauri - Griselda
- Miguel Ángel Negrete - Pereda
- Mercedes Pascual - Benigna
- Rafael del Río - Juan Manuel Terán
- Roberto Ballesteros - José Aparicio
- Manuel Guízar - Juan
- Víctor Vera - Sacerdote
- Enrique Muñoz - Lic. Salinas
- Antonio Miguel - Doctor
- Judith Velasco - Presa
- Socorro Bonilla - Lupita
- Luis Couturier - Psiquiatra
- Carlos Becerril - Licenciado
- Lorenzo de Rodas - Ingeniero Manzur
- Paco Mauri - Lic. José Antúnez
- Teresa Grobois - Enfermera
- Evelyn Solares - Sirvienta de Don Anselmo
- Eugenia D'Silva - Amiga de Gloria
- Eliane Campillo - Recepcionista en la clínica
- Blas García - Recepcionista en central camionera

## Equipo de producción
- Original de: Inés Rodena
- Versión para televisión: Luis Reyes de la Maza, Rosa María Hernández
- Coadaptación: Carmen Daniels, Tere Medina
- Canción tema: Viviana
- Intérprete: Lucía Méndez
- Música original: José Antonio 'Potro' Farías
- Escenografía: Rogelio Neri
- Vestuario de Lucía Méndez y Maricruz Olivier: Manuel Méndez
- Maquillaje: Álvarez Del Castillo
- Fondos musicales: Javier Ortega
- Iluminación: Jesús Raya Lara
- Editor: Manuel Ruiz Esparza
- Apuntador: Luis Sánchez Rosado
- Jefes de producción: Teresa Grobois, Nora Alemán
- Realizador: Fernando Chacón
- Director: Dimitrios Sarrás
- Productor: Valentín Pimstein

## Otras versiones
- Viviana está basada en la radionovela La galleguita, de Inés Rodena. Otras versiones fueron:
  - El engaño, telenovela venezolana producida en 1968, protagonizada por Conchita Obach y Raúl Amundaray.
  - Los años pasan, telenovela mexicana producida por Televisa en 1985, protagonizada por Laura Flores y Manuel Saval.
  - Segunda parte de Valentina, telenovela mexicana producida en 1993, protagonizada por Verónica Castro y Rafael Rojas.
  - Camila, telenovela mexicana producida por Televisa en 1998, que tuvo como protagonistas a Bibi Gaytán y Eduardo Capetillo.
  - Contigo sí, telenovela mexicana producida por Televisa en 2021, protagonizada por Alejandra Robles Gil, Danilo Carrera y Brandon Peniche.